# Tungusische Sprachen
Die tungusischen Sprachen (auch: mandschu-tungusische Sprachen) sind eine Sprachfamilie von zwölf relativ eng verwandten Sprachen, die von etwa 75.000 Sprechern in Nordchina, ostsibirischen Gebieten Russlands und Teilen der Mongolei gesprochen werden.
Die Hypothese einer Zugehörigkeit des Tungusischen zu den altaischen Sprachen, außer im Rahmen eines Sprachbundes, hat fast nur noch historische Bedeutung.

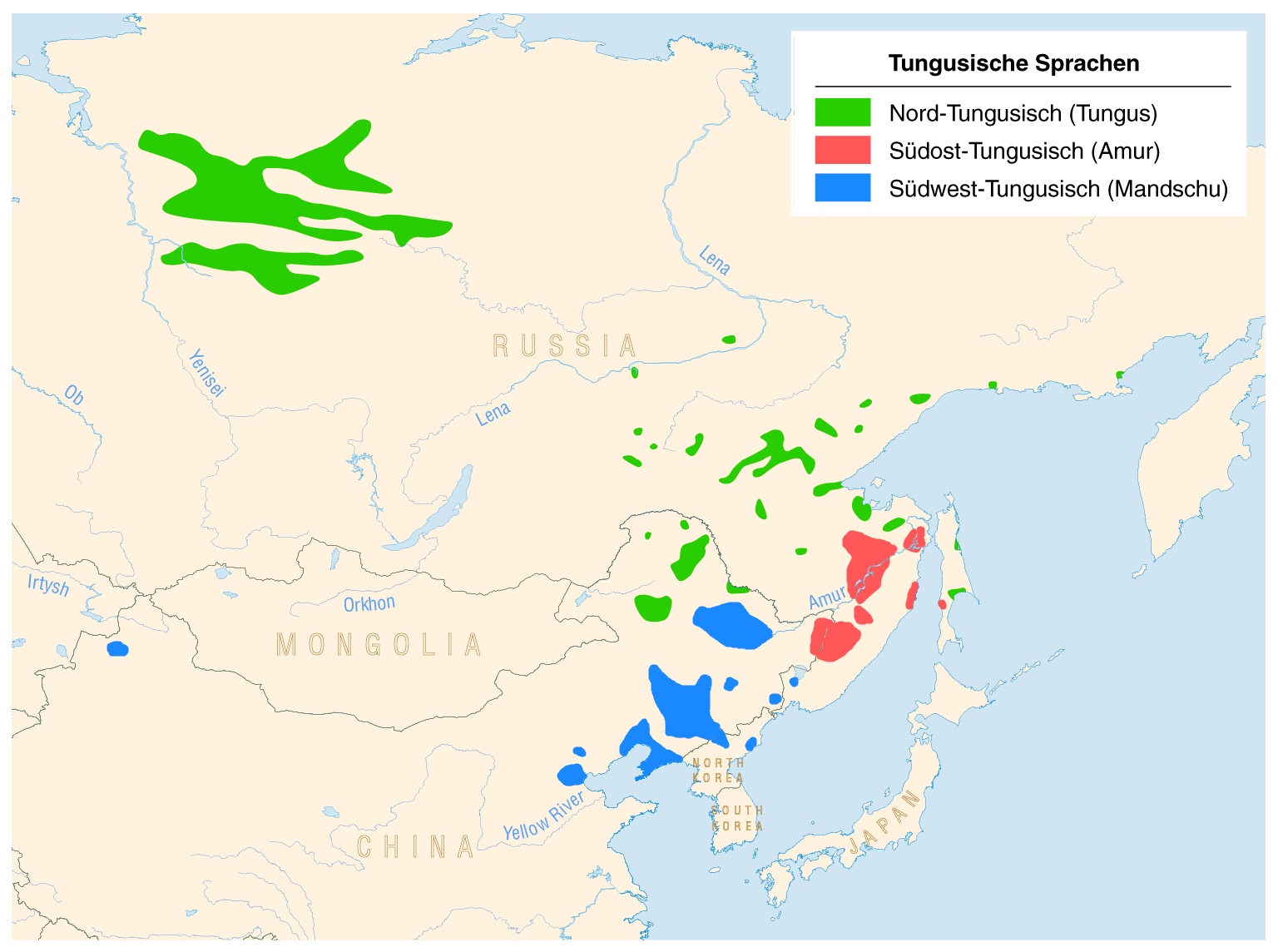
Heutige geographische Verteilung der tungusischen Sprachen

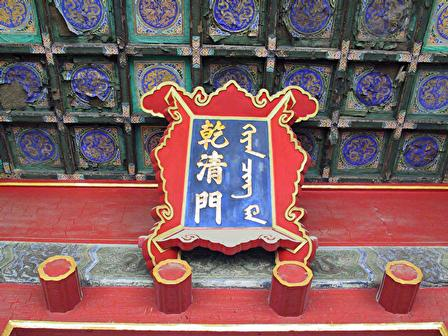
Chinesisch und Mandschurisch

## Ursprung und Urheimat
Die meisten Linguisten nehmen an, dass die tungusischen Sprachen ihren Ursprung im nordöstlichen China haben. So lokalisieren Juha Janhunen und Pevnov (2012) als Urheimat des Tungusischen die Mandschurei beziehungsweise den Fluss Amur. Manche wiederum vermuten die Urheimat südöstlich des Baikalsees.

## Klassifikation
Anhand lexikalischer und grammatischer Untersuchungen lassen sich die tungusischen Sprachen in die drei Gruppen Nord-Tungusisch (eigentlich Tungusisch), Südost-Tungusisch (Amur-Sprachen) und Südwest-Tungusisch (Mandschu-Sprachen) einteilen. Genauere Untersuchungen zeigten zudem, dass die beiden letzteren Gruppen enger verwandt sind. Insgesamt ergibt sich folgende Klassifikation:
- Tungusisch 12 Sprachen, 75.000 Sprecher
  - Nord-Tungusisch
    - Ewenen
      - Ewenisch (Lamutisch) (7.500, ethnisch 17.000)

    - Ewenken
      - Ewenkisch-Solonisch (30.000)
      - Oroqenisch (Oroqenisch, Orontschisch) (1.200, ethnisch 7.000)

    - Negidalen
      - Negidalisch (200, ethnisch 500)

  - Süd-Tungusisch
    - Südost (Amur-Gruppe)
      - Nanaiisch
        - Nanaiisch (Goldisch, Hezhenisch) (6.000, ethnisch 12.000)
        - Kili (an Kur und Urmi)
        - Ultschisch (Oltschisch) (1.000, ethnisch 3.000)
        - Orokisch (Uilta) (100)

      - Udeheisch
        - Udeheisch (Udigheisch, Udigeisch, Qiakalanisch) (100, ethnisch 1.000)
        - Orotschisch (100, ethnisch 1.600)

    - Südwest (Mandschu)
      - Mandschurisch (100, ethnisch 10 Mio.) (Muttersprache der ersten chinesischen Kaiser der Qing-Dynastie)
      - Xibenisch (Sibenisch, Xibo, Sibo, Sibe-Mandschurisch) (30.000, ethnisch 170.000)
      - Jurchenisch (Juchenisch, Ruzhenisch, Nuchen, Nüzhen) † (früher von den Ruzhen gesprochen)

## Geographische Verbreitung
Die Anzahl und Benennung der Einzelsprachen variiert je nach Standpunkt der jeweiligen Wissenschaftler. Die Definition von relativ nahe verwandten Varianten (also Dialekten) als Sprachen folgt in einigen Fällen politischen Vorgaben. Alle tungusischen Sprachen sind vom Aussterben bedroht oder zumindest gefährdet.

### Übersicht
Tungusische Sprachen – geographische Verteilung
| Sprache / Gruppe              | Sprecher | Geographische Verbreitung                                                                                |
| ----------------------------- | -------- | --- |
| Nord-Tungusisch (Tungus)      |          | |
| Ewenisch                      | 7.500    | Russland: Jakutien, Kamtschatka                                                                          |
| Ewenkisch-Solonisch           | 30.000   | Russland: AK Ewenken, Sachalin „Ewenki“ 10 Tsd. China: Innere Mongolei, auch Mandschurei „Solon“ 20 Tsd. |
| Negidalisch                   | 200      | Russland: Amurgebiet, Chabarowsk                                                                         |
| Südost-Tungusisch (Amur)      |          | |
| Nanaiisch                     | 6.000    | Russland: Amur-Ussuri, Chabarowsk Krai                                                                   |
| Ultschisch                    | 1.000    | Russland: Chabarowsk Krai, Ultsch-Region                                                                 |
| Orokisch                      | 100      | Russland: Sachalin                                                                                       |
| Udiheisch                     | 100      | Russland: Chabarowsk Krai                                                                                |
| Orotschisch                   | 100      | Russland: Chabarowsk Krai                                                                                |
| Südwest-Tungusisch (Mandschu) |          | |
| Mandschurisch                 | 100      | China: Mandschurei (ethn. mehrere Mio.)                                                                  |
| Xibenisch                     | 30.000   | China: Xingjiang, Ili-Gebiet (ethn. 170 Tsd.)                                                            |
| Jurchenisch                   | †        | China: früher Mandschurei, Nordchina                                                                     |

### Nordtungusisch (Tungusisch i. e. S.)
Das Ewenische (alte Bezeichnung: „Lamutisch“) ist in Nordost-Sibirien in Jakutien und auf der Kamtschatka-Halbinsel verbreitet.
In vielen Teilen Sibiriens, einigen Regionen der Mongolei und im äußersten Nordosten der Volksrepublik China wird die ewenkische Sprache gebraucht. Es ist das Tungusische im engeren Sinne. Ewenkisch weist viele regionale Varianten auf, die in Sibirien, vor allem auf Sachalin, von etwa 10 Tsd. Menschen gesprochen werden. In China werden drei Dialekte des Ewenkischen unterschieden, das „Solonische“ mit knapp 20.000 Sprechern, das „Bargu-Ewenkische“ mit ca. 3.000 Sprechern und das „Olguya-Ewenkische“ mit ca. 150 Sprechern. Fast alle Sprecher leben im Verwaltungsgebiet der Stadt Hulun Buir der Inneren Mongolei, nur etwa 2.000 Sprecher des solonischen Ewenkisch leben im angrenzenden Qiqihar in der Provinz Heilongjiang. (Früher wurden diese Dialekte des Ewenkischen als separate Sprachen betrachtet.)
Zu dieser Gruppe gehört sprachlich auch das Negidalische, das noch von rund 200 Personen am Amur-Unterlauf gesprochen wird (geographisch eine Amur-Sprache).

### Südost-Tungusisch: Amur-Sprachen
In den zu Russland gehörenden Regionen am Unterlauf des Amur (Chabarowsk Krai) werden folgende tungusische Sprachen gesprochen: Nanaiisch (Goldisch, Hezhenisch), Ultschisch, Orokisch, Orotschisch und Udiheisch. Das Negidalische, das auch am Amur gesprochen wird, gehört linguistisch zu den nordtungusischen Sprachen. Sie haben zusammen nur sieben- bis achttausend Sprecher.

### Südwest-Tungusisch: Mandschu-Sprachen
In der Mandschurei wird noch in zwei Dörfern die mandschurische Sprache (Mandschu) von weniger als 100 Personen gesprochen. Die übergroße Mehrheit der über 10 Millionen Mandschu der Volksrepublik China sprechen heute Varianten der chinesischen Sprache. Die mandschurische Sprache war eine der Amtssprachen der tungusisch-mandschurischen Qing-Dynastie (1644–1911). Das Xibenische, das sich aus dem Mandschurischen entwickelt hat, ist heute in Xinjiang im Ili-Gebiet, vor allem in Qapqal, verbreitet (rund 30.000 Sprecher).
Die Südwest-Tungusischen Sprachen weisen im Gegensatz zu den anderen Tungusischen Sprachen einen hohen Anteil an koreanischen Lehnwörtern auf, was auf einen Einfluss des Koreanischen auf die Jurchen und frühen Mandschu hindeutet.

### Schriftsprachen
Am weitesten verbreitete tungusische Schrift- und Literatursprache war das Mandschu, für das als Offizialsprache der chinesischen Mandschu-Dynastie im 17. Jahrhundert – basierend auf mongolischen Vorbildern – eine Schrift geschaffen wurde, in der es auch eine nennenswerte Literatur gibt.
Bereits die Sprache der Vorläufer der Mandschus, der Jurchen, wurde aber in einer eigenen Schrift basierend auf der Schrift der protomongolischen Chitan offiziell in der nordchinesischen Jin-Dynastie verwendet. Deren Territorium wurde dann wie dasjenige der chinesischen Song-Dynastie von den Mongolen erobert. In dieser Sprache wurden auch Reste von Manuskripten und Inschriften gefunden und einzelne Wörter werden in chinesischen Chroniken aus der damaligen Zeit überliefert.
1931 bekamen das Ewenkische, Ewenische und Nanaiische in der Sowjetunion die lateinische Schrift, kurz danach 1936/37 wurden sie kyrillisch verschriftet.
Die Xibe verwenden noch heute ihre eigene xibenische Schrift, eine geringfügige Abwandlung der mandschurischen Schrift.

### „Tatarisch“ und Tungusisch
Im Russischen wurden einige tungusische Sprachen – wie viele andere sibirische Sprachen auch – „tatarisch“ genannt, ohne dass sie mit der heute Tatarisch genannten Turksprache enger verwandt sind.

## Tungusische Etymologien (Wortgleichungen)
Einen Blick auf Wortgleichungen des tungusischen Grundwortschatzes bietet die folgende Tabelle. Sie zeigt, dass die tungusischen Sprachen eng verwandt sind, lässt aber auch die Hauptgruppierungen in Nord (Ewen-Ewenki-Negidal), Südost (Amur-Sprachen) und Südwest (Mandschu-Juchen) erkennen.
| Bedeutung        | Proto- Tungus. | Evenki  | Even   | Negidal | Manchu | Jurchen | Ulcha   | Orok    | Nanai   | Oroch   | Udihe    |
| ---------------- | -------------- | ------- | ------ | ------- | ------ | ------- | ------- | ------- | ------- | ------- | -------- |
| Mutter; Frau     | *eni           | enin    | enin   | enin    | enen   | enin    | en-     | enin    | enin    | eni     | enin     |
| Schwester (ält.) | *eke(n)        | ekin    | ekın   | exe     | xexə   | xexe    | eqte    | ekte    | ekte    | eki     | exi      |
| Bruder (ält.)    | *aka           | aka     | aqa    | aga     | xaxa   | xaxa    | aGa     | aka     | .       | aka     | aga'     |
| Schwiegertochter | *bener         | bener   | benır  | bene    | .      | .       | bener   | .       | bener   | bene    | bene     |
| Brust; Herz      | *(k)ukun       | ukun    | ökın   | öxön    | oxo    | .       | kukun   | qun     | kun     | okon    | .        |
| Nase             | *xoŋa          | oŋokto  | oŋıt   | oŋokto  | xoŋqo  | .       | xoŋqo   | .       | qoŋkto- | xoŋko   | .        |
| Sehne, Faden     | *sire(kte)     | sirekte | siren  | sijen   | sirge  | .       | sirekte | sirekte | sirikte | sijekte | siekte   |
| Auge             | *(n)iasa       | esa     | äsıl   | esa     | jasa   | ŋiaci   | isal    | isal    | nisal   | isa     | jehä (?) |
| Hand, Pfote      | *mana          | mana    | mana   | mana    | .      | .       | mana    | .       | maja    | manaka  | mane     |
| Wasser           | *mu(ke)        | mu      | mo     | mu      | muke   | mo      | mu      | mu      | muke    | mu      | mu       |
| Fels             | *kada(r)       | kadar   | qadar  | kada    | xada   | .       | qadali  | qada    | qadar   | kada    | kada     |
| Eis              | *djuke         | djuke   | djök   | djuxe   | djuxe  | djuxe   | djue    | duke    | djuke   | djuke   | judge    |
| 3                | *ilan          | ilan    | ilın   | ilan    | ilan   | jilan   | ilan    | ilan    | ilaŋ    | ilan    | ilan     |
| 4                | *dügin         | diγi    | diγi   | diγi    | duju   | dujin   | duin    | djin    | duin    | di      | di       |
| 5                | *tuŋa          | tuŋa    | tunŋın | tuŋna   | sunja  | cunja   | tunja   | tunda   | tojŋa   | tuŋa    | tuŋa     |
| 7                | *nadan         | nadan   | nadın  | nadan   | nadan  | nadan   | nadan   | nadan   | nadaŋ   | nadan   | nadan    |

## Sprachliche Eigenschaften
Typologisch weisen die tungusischen Sprachen große Ähnlichkeit mit den beiden anderen Gruppen der altaischen Sprachen (Türkisch und Mongolisch) auf. Diese Merkmale sind also weitgehend gemeinaltaisch und finden sich zum Teil auch bei uralischen und paläosibirischen Sprachen (siehe altaische Sprachen).
Die wichtigsten typologischen Charakteristika der tungusischen Sprachen sind:
- Mittelgroße Phoneminventare, einfache Silbenstruktur, kaum Konsonantencluster.
- Vokalharmonie zwischen letztem Vokal des Stamms und folgendem Suffix, die auf verschiedenen Vokaloppositionen beruht.
- Eine weitgehend agglutinative Wortbildung und Flexion, und zwar nahezu ausschließlich durch Suffixe. Jedes Morphem hat eine spezifische Bedeutung und grammatische Funktion und ist – abgesehen von den Erfordernissen der Vokalharmonie – unveränderlich. Es gibt in den tungusischen Sprachen aber auch Ansätze von periphrastischen Bildungen (Flexion mit Hilfswörtern).
- Bei der Nominalbildung gilt die Markerfolge PLURAL – KASUS – POSSESSIVUM, abweichend vom Turkischen und Mongolischen, vergleichbar mit dem Finnischen.
- Adjektive werden nicht flektiert, sie zeigen keine Konkordanz mit ihrem Bestimmungswort.
- Es gibt keine Artikel.
- Es gibt kein grammatisches Geschlecht.
- Ebenso wie die mongolischen Sprachen besitzen auch die tungusischen das Konzept der Konverben, die als Ersatz für Nebensatzkonstruktionen verwendet werden. Generell werden Nebensätze nominalisiert und in den Hauptsatz als Satzteil eingebaut.
- Die normale Abfolge im Satz ist SOV (Subjekt-Objekt-Verb).